# Joseph Chipolina
Joseph Chipolina, né le 14 décembre 1987, est un footballeur international gibraltarien.

## Biographie

### En club
Avec le club du Lincoln Red Imps, il participe régulièrement aux tours préliminaires de la Ligue des champions ou de la Ligue Europa.

### En équipe nationale
Il reçoit sa première sélection en équipe de Gibraltar en 2007. Toutefois, à cette époque, l'équipe de Gibraltar n'est pas membre de la FIFA, les matchs ne sont donc pas considérés comme officiels. Il doit attendre le 19 novembre 2013, pour disputer son premier match officiel, lors d'une rencontre amicale face à la Slovaquie (score : 0-0).
Il participe avec l'équipe de Gibraltar aux éliminatoires de l'Euro 2016, puis aux éliminatoires du mondial 2018. Il inscrit son premier but officiel le 13 octobre 2018, contre l'Arménie. Ce match gagné 0-1 rentre dans le cadre de la Ligue des nations de l'UEFA. Il inscrit son deuxième but trois jours plus tard, contre le Liechtenstein, lors de cette même compétition (victoire 2-1).
Il participe ensuite aux éliminatoires de l'Euro 2020 puis pour les phases éliminatoires de l'Euro 2024.

## Palmarès
- Champion de Gibraltar en 2015, 2016, 2018 et 2019 avec le Lincoln FC
- Vainqueur de la Coupe de Gibraltar en 2015 et 2016 avec le Lincoln FC